# Danșa
Danșa este un oraș din Tigrai, Etiopia, situat în partea de sud-vest a statului, în nordul țării.

## Istorie
La 7 iulie 1988, în timpul războiului civil etiopian, corpul de armată 604 al armatei a treia revoluționară a guvernului etiopian a fost atacatt de Frontul de Eliberare al Poporului Tigrin (FEPT), în timp ce își părăsea baza din Danșa, rezultând în jur de 3.000 de victime guvernamentale.